# Ameiva auberifelis
Ameiva auberifelis är en ödleart. Ameiva auberifelis ingår i släktet Ameiva och familjen tejuödlor. Inga underarter finns listade i Catalogue of Life.